# پیاده‌روی سرعتی
پیاده‌روی قدرتی یا پیاده‌روی سریع (انگلیسی: Power walking)، عمل پیاده‌روی با سرعتی در انتهای محدوده طبیعی برای راه رفتن است، به‌طور معمول ۷ تا ۹ کیلومتر در ساعت (۴٫۵ تا ۵٫۵ مایل در ساعت). برای اینکه به عنوان پیاده‌روی قدرتی در مقابل دویدن یا دویدن طبقه‌بندی شود، حداقل یک پا باید در هر زمان با زمین در تماس باشد (تعریف رسمی را برای پیاده‌روی ببینید).

## تاریخچه و تکنیک

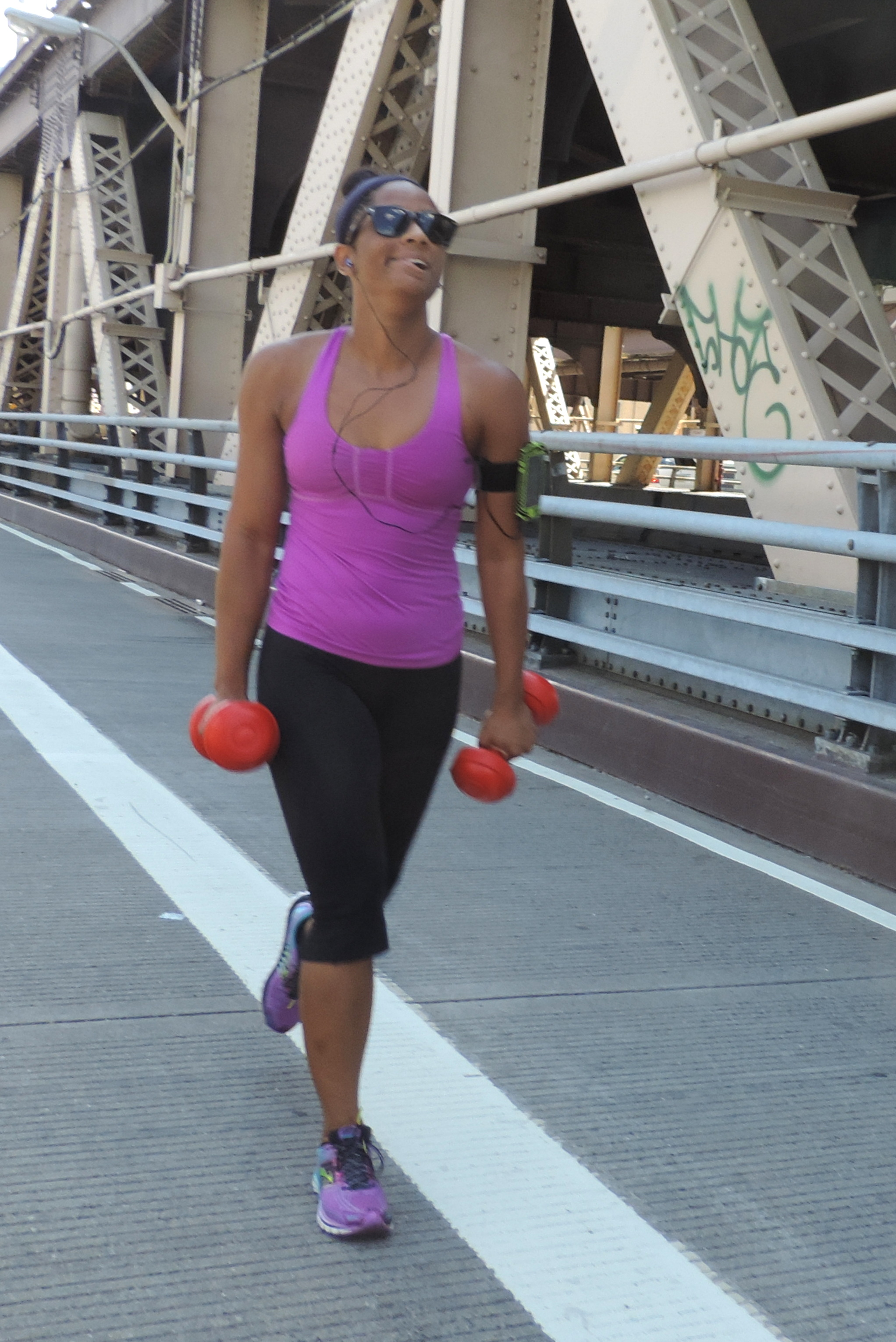
برخی از پیاده‌روندگان سرعتی از وزنه هم استفاده می‌کنند.

در سال ۱۹۹۹، ماراتن برلین شامل یک بخش پیاده‌روی سرعتی بود.
پیاده‌روی قدرتی اغلب با پیاده‌روی مسابقه‌ای اشتباه گرفته می‌شود.
تکنیک‌های پیاده‌روی قدرتی شامل موارد زیر است:
- پیاده‌رو باید مستقیم راه برود
- پیاده‌رو باید با انجام حرکات متناوب پاها و بازوها راه برود
- پیاده‌رو باید با یک پا در تماس دائمی با زمین راه برود
- پای جلویی باید خم شود
- هر ضربه پا باید همیشه پاشنه تا پنجه باشد
- پیاده‌رو باید بدون چرخش اغراق‌آمیز روی لگن راه برود
- بازوها به‌طور کامل از آرنج باز می‌شوند و به عقب حرکت می‌کنند[۴]

## مسابقه‌ها و رکوردهای جهانی
مسابقاتی برای پیاده‌روی قدرتی برگزار می‌شود و رکوردهای جهانی در دسته‌بندی‌هایی از جمله ۵ کیلومتر، ۱۰ کیلومتر، نیمه ماراتن، ۳۰ کیلومتر، ماراتن و مسافت‌های چند روزه ثبت شده‌است.

## سلامتی و تندرستی
پیاده‌روی سرعتی توسط متخصصان بهداشتی مانند کنت اچ کوپر به عنوان جایگزینی برای دویدن برای یک رژیم ورزشی کم تا متوسط توصیه شده‌است، به عنوان مثال ۶۰ تا ۸۰ درصد حداکثر ضربان قلب (HRmax) متناسب است. در محدوده بالایی، پیاده‌روی و آهسته دویدن تقریباً به یک اندازه کارآمد هستند و راه رفتن به‌طور قابل توجهی تأثیر کمتری بر مفاصل می‌گذارد.